# Faresymbol
Et faresymbol er et piktogram, som sammen med en advarselstekst giver information om farligheden af fx et kemikalie.
Yderligere information for omgangen med kemikalier kan findes ved hjælp af R- og S-sætninger.

## Faresymboler
Faresymbolerne er opdelt i 3 grupper:
| Brandfare | Brandfare          | Sundhedsfare | Sundhedsfare     | Sundhedsfare | Sundhedsfare     | Miljøfare | Miljøfare   |
| --------- | ------------------ | ------------ | ---------------- | ------------ | ---------------- | --------- | ----------- |
| E         | Eksplosionsfarlig  | T+           | Meget giftig     |              |                  | N         | Miljøfarlig |
| F+        | Yderst brandfarlig | T            | Giftig           |              |                  |           |             |
| F         | Meget brandfarlig  |              |                  | C            | Ætsende          |           |             |
| O         | Brandnærende       | Xn           | Sundhedsskadelig | Xi           | Lokalirriterende |           |             |

### Oversigt over faresymboler
Nedenstående er en oversigt over faresymboler benyttet indtil 2017:
| Faresymbol Farebetegnelse | Kendingsbogstaver | Eksempler                                                   |
| ------------------------- | ----------------- | ----------------------------------------------------------- |
| Eksplosiv                 | E                 | Trotyl, pikrinsyre, nitroglycerin                           |
| Meget brandfarlig         | F+                | Brint, acetylen                                             |
| Brandfarlig               | F                 | Etanol, acetone, benzin                                     |
| Brandnærende              | O                 | Ilt, kaliumnitrat, hydrogenperoxid                          |
| Miljøfarlig               | N                 | Mineralsk terpentin                                         |
| Giftig                    | T                 | Trotyl, bariumklorid, blydioxid, metanol                    |
| Meget giftig              | T+                | Nikotin, blåsyre                                            |
| Sundhedsskadelig          | Xn                | Koffein, ethanal, metylenklorid                             |
| Lokalirriterende          | Xi                | Klorin, brun sæbe                                           |
| Ætsende                   | C                 | Afløbsrens, natriumhydroxid (kaustisk soda), saltsyre, klor |